# Ochropleura sidamona
Ochropleura sidamona är en fjärilsart som beskrevs av François Louis Nompar de Caumont de Laporte 1977. Ochropleura sidamona ingår i släktet Ochropleura, och familjen nattflyn. Inga underarter finns listade i Catalogue of Life.